# 永始 (西汉)
永始（前16年－前13年）是西汉时期汉成帝刘骜的第五个年号，共计4年。

## 起止时间
辛德勇推测，鸿嘉五年五至六月间改元永始，永始五年六至七月间改元元延。

## 大事记
- 永始元年六月，赵飞燕被立为皇后，大赦天下。

## 逝世
- 王皇后：或稱邛成太后，永始元年八月逝世，為漢宣帝三任后，漢元帝養母，漢成帝養祖母。

## 纪年
| 永始 | 元年   | 二年   | 三年   | 四年   | 五年   |
| ---- | ------ | ------ | ------ | ------ | ------ |
| 公元 | 前16年 | 前15年 | 前14年 | 前13年 | 前12年 |
| 干支 | 乙巳   | 丙午   | 丁未   | 戊申   | 己酉   |

## 参看
- 中國年號索引
- 其他时期使用的永始年号

| 前一年號： 鸿嘉 | 西漢年號 永始 | 下一年號： 元延 |